# جانشینی هسته دوستی آسیل
جانشینی هسته دوستی آسیل(به انگلیسی: Nucleophilic acyl substitution) دسته ای از واکنش‌های جانشینی هستند که شامل هسته‌دوست‌ها و ترکیبات آسیلی می‌باشند. در این نوع واکنش، یک هسته دوست - مانند الکل ، آمین ، یا انولات - گروه ترک‌کننده از یک مشتق آسیل - مانند اسید هالید ، انیدرید یا استر- را حذف می‌کند. محصول حاصل یک ترکیب حاوی کربونیل است که در آن هسته دوست به جای گروه ترک کننده موجود در مشتق آسیل اولیه، قرار گرفته‌است. از آنجا که مشتقات آسیلی با طیف گسترده‌ای از هسته دوست‌ها واکنش نشان می‌دهند، و از آنجا که این محصول می‌تواند به نوع خاصی از مشتقات آسیل و هسته دوست درگیر باشد، می‌توان از واکنش‌های جانشینی هسته دوستی آسیل برای سنتز انواع مختلف محصولات استفاده کرد. 